# Minimal
Minimal（ミニマル）は、株式会社βaceが展開する日本のチョコレートブランド。2014年、店舗から創業。

## 概要
- 商品正式名称は、「Minimal -Bean to Bar Chocolate- (ミニマル -ビーントゥバーチョコレート-)」。
- ブランド名の由来は、添加物による足し算の味ではなく、最小限の素材だけでつくる「引き算」の製法を採用しているため[1]。
- ロゴ下部には3本の線が入っているが、それは「カカオ産地の生産者」「作り手のMinimal」「共に楽しむお客様」を表しているという[1]。
- 月に一回、アルバイトスタッフを全員集めて勉強会を開いている[2]。
- 現在、店舗は富ヶ谷本店、銀座店、白銀高輪店、東武池袋店、代々木上原店[3]。

## 商品
- チョコレートは基本8種類[4]。
- チョコレートは板状で、特徴的な区切りがなされているが、それはシーンに合った食べ方ができるようにという工夫である[5]。
- Minimalのチョコレートが6枚食べ比べできるトライアルセットを通販で販売している[6]。
- 2016年、明治のTHE ChocolateのデザインがMinimalと酷似していたため、「Minimalが監修しているのか」「共同開発なのか」などとSNSで話題になった。しかし、両社ともに商品開発過程において関わった事実はないと回答している[7]。
- インターナショナル チョコレートアワード アメリカ＆アジア太平洋大会2016にて、ゴールド(金賞)含む3つの賞を受賞。
- 2017年、プロダクトデザイン賞「グッドデザイン賞」にてベスト100及び特別賞[ものづくり]を受賞。